# Playa Unión
Playa Unión es el principal balneario de la ciudad de Rawson, en la provincia del Chubut (Argentina), ubicado a 6 km del centro urbano y cercano a Puerto Rawson. Cuenta con una población de 6,775 habitantes (Indec, 2010) durante casi todo el año, salvo en los meses de verano donde el número de residentes aumenta debido a la afluencia de personas de la zona del valle inferior del río Chubut.

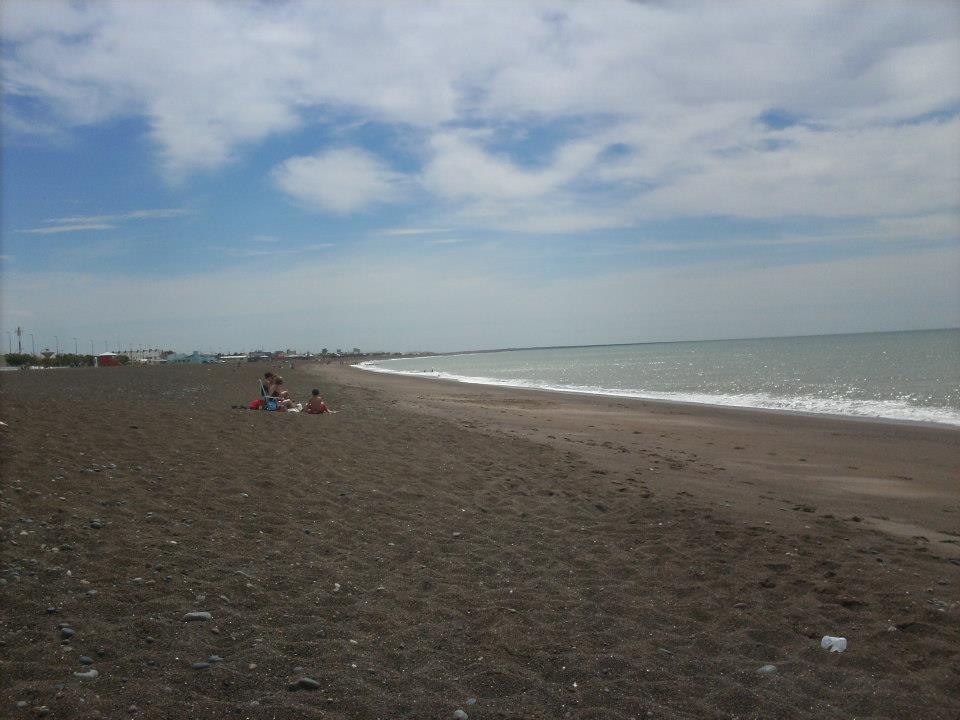
Costa de Playa Unión

## Historia
El topónimo se origina a partir de 1880, año en el que naufraga junto a la playa, cerca de la desembocadura del río Chubut la goleta "Unión". Su capitán Julián Bollo y otros tres tripulantes de origen Italiano se afincan en Rawson. El balneario, todavía sin edificación alguna, pasa a llamarse "Playa Unión".
El balneario se funda el 17 de noviembre de 1923 y hoy es una playa extensa de aguas tranquilas, por momentos con importante oleaje y en invierno ofreciendo un espectáculo de poder y fiereza cuando se producen las grandes marejadas, las cuales es recomendable vivir desde los restaurantes y confiterías ubicados en la costa o en la primera fila de edificación.
Como todo Balneario, anteriormente Playa Unión era un lugar para disfrutar en verano, lentamente esto ha ido cambiando y hoy el invierno también forma parte de su propuesta turística.

## Población
Registró 6,775 habitantes (Indec, 2010). 
El censo 2022 registró una población de 10,446 habitantes que se repartieron entre 5106 hombres y 5340 mujeres. Sin embargo, las cifras obtenidas fueron estimativas solo teniendo en cuenta a la población en viviendas particulares; es decir, excluyendo del dato a la población institucional y las personas sin hogar. Gracias a este censo también fue posible conocer su densidad y tamaño urbano.
| Gráfica de evolución demográfica de Playa Unión entre 1991 y 2022 |
|                                                                   |
| Fuente: Censos nacionales del INDEC                               |

## Aglomerado

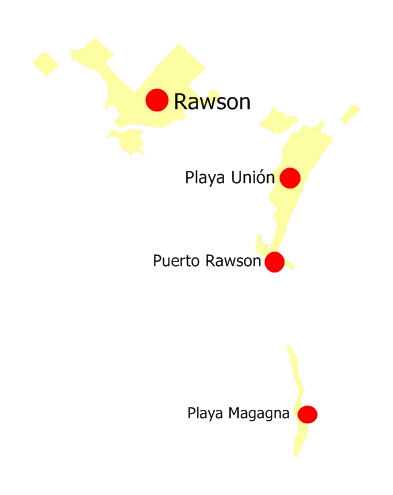
Ejido urbano de Rawson con sus dependencias indicadas

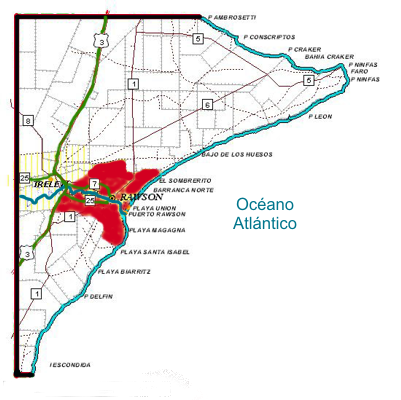
Ejido municipal de Rawson (en rojo). Dentro de este se denota la presencia del aglomerado donde se hallan el Puerto, Rawson en sí y Playa Unión. Se puede ver que Playa Magagna está más distante.

Pertenece al aglomerado Rawson que incluye 4 focos dispersos donde se concentra la población. Hasta el censo 2001, se reconocían 3 focos principales en el aglomerado, pero el 4.º: Playa Magagna, quedó fuera del aglomerado por estar a 12 km de distancia, pese a pertenecer al municipio. Caso análogo al de Astra (Chubut) con Comodoro Rivadavia en el mismo censo por una distancia de 20 kilómetros entre ambas poblaciones no fueron aglomeradas. Mientras que el Puerto y Playa Unión están a 6 km y 5 km respectivamente del centro del aglomerado de Rawson. Estos son los componentes del aglomerado:

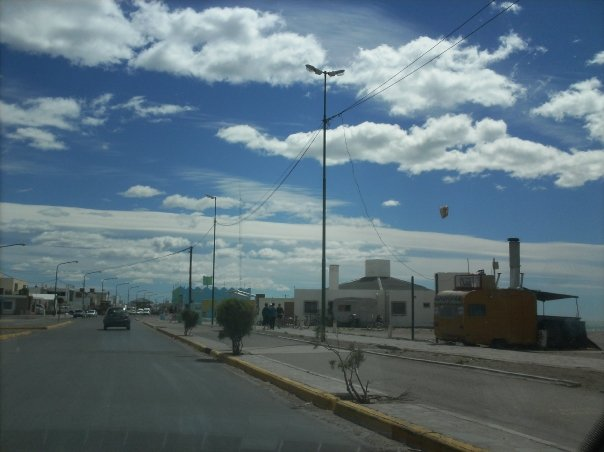
Vista de Playa Unión

- Rawson centro poblacional: 27.427 habitantes.

- Playa Unión: 9.921 habitantes.

- Puerto Rawson: 612 habitantes.

- Playa Magagna: 169 habitantes.

Actualmente, la localidad es llamada barrio o villa turística ante la expansión de Rawson, que la alcanzó definitivamente. Sin embargo, continúa siendo citada como uno de los 3 puntos significativos de Rawson.